# Ерови, Клементе
Клементе Ерови Индабуру (исп. Clemente Yerovi Indaburu, 10 августа 1904 — 19 июля 1982) — эквадорский политик, президент Эквадора в 1966 году.

## Биография
Родился в 1904 году в испанской Барселоне, когда его отец занимал должность генерального консула Эквадора в Испании; его родителями были Клементе Йерови Матеус и Мария Индабуру Семинарио. Так как после рождения он был зарегистрирован в эквадорском посольстве, то считался эквадорцем по праву рождения.
В молодости был моряком, ходил на речных и каботажных судах. Затем занялся коммерцией, возглавлял различные структуры, в 1938 году стал директором Центрального банка. В 1948-1950 годах был министром экономики в правительстве Гало Пласа. В 1962 году возглавил Национальный совет по планированию, и разработал Национальный план развития, который начал выполнять президент Карлос Хулио Аросемена, а завершила отстранившая его от власти военная хунта. В 1965 году был назначен на пост посла Эквадора при Европейском союзе.
Когда под давлением народных протестов военная хунта была вынуждена передать власть гражданским, то военные предложили Клементе Ерови стать временным главой государства, созвать Конституционную Ассамблею для выработки новой Конституции, и организовать президентские выборы. Он принял это предложение, и в течение семи месяцев исполнял обязанности президента Эквадора. За время своего пребывания у власти он освободил политических заключённых, подписал Картахенское соглашение (предтечу Андского пакта), активно занимался развитием страны. После созыва Конституционной Ассамблеи передал ей власть и ушёл в отставку.